# Amal El-Mohtar
Œuvres principales
- Les Oiseaux du temps

Amal El-Mohtar, née le 13 décembre 1984 à Ottawa en Ontario, est une romancière, nouvelliste et poétesse canadienne de science-fiction et de fantasy.

## Biographie

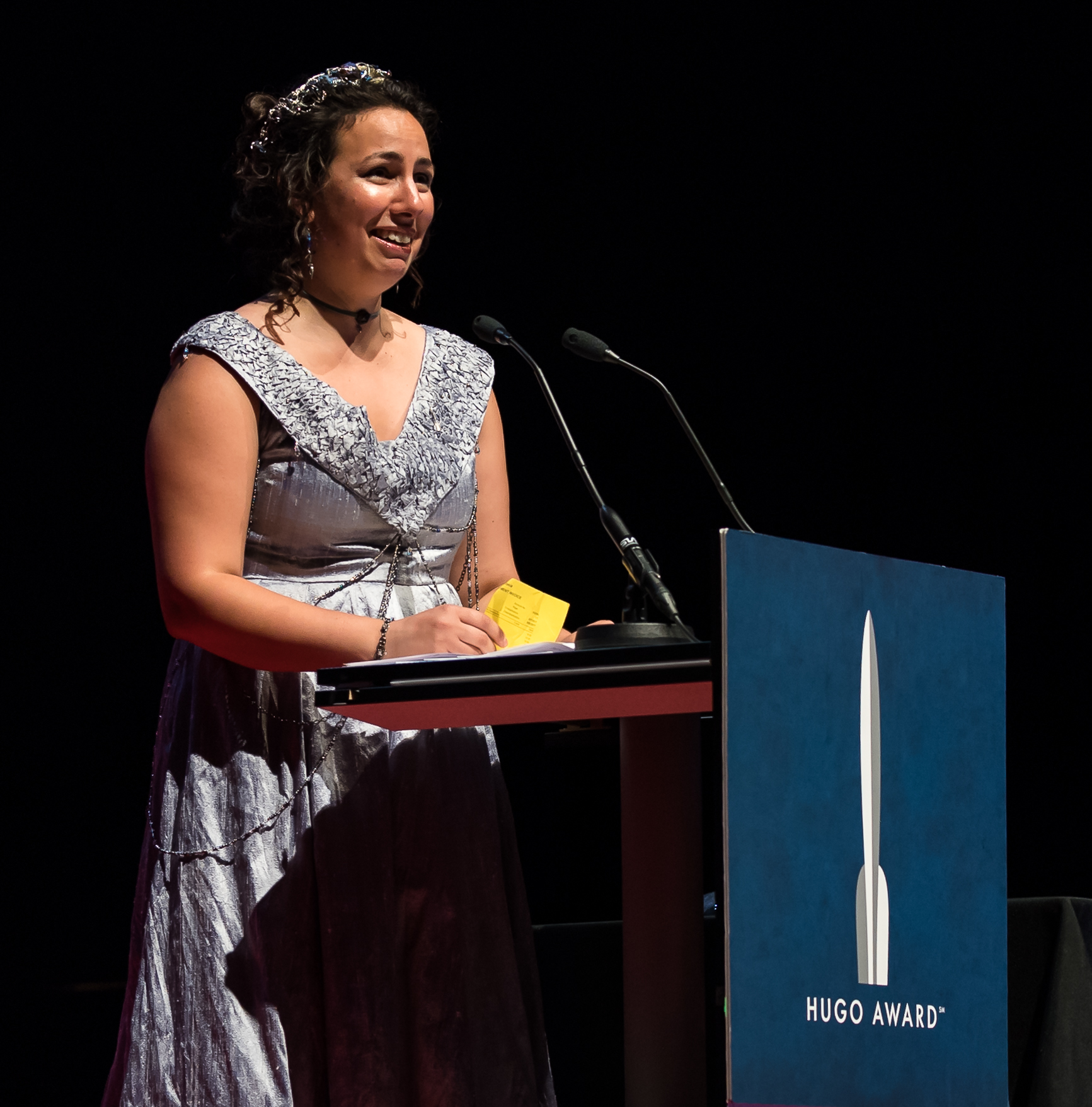
Amal El-Mohtar, à la cérémonie de remise de prix Hugo en 2017.

Amal El-Mohtar est née à Ottawa en Ontario, dans une famille d'origine libanaise. Elle a grandi à Ottawa, à l'exception de deux années passées au Liban à partir de l'âge de six ans,.
Elle est mariée et vit à Ottawa.

## Œuvres

### Romans
- (en) Fire and Ice, 2016
- Les Oiseaux du temps, Mü, 2021 ((en) This Is How You Lose the Time War, 2019), trad. Julien Bétan, 160 p.  (ISBN 978-2-35408-845-3)Écrit avec Max Gladstone. Prix Hugo du meilleur roman court 2020, prix Locus du meilleur roman court 2020, prix Nebula du meilleur roman court 2019 et prix British Science Fiction de la meilleure fiction courte 2019
- The River Has Roots, J'ai lu, coll. « Imaginaire », 2025 ((en) The River Has Roots, 2025), 160 p.  (ISBN 978-2-290-42698-2)À paraître le 15 octobre 2025

### Recueils de nouvelles
- (en) The Honey Month, 2010

## Récompenses
- Prix Rhysling (en) du meilleur poème court en 2009, 2011 et 2014
- Prix Locus de la meilleure nouvelle courte 2015 pour The Truth About Owls
- Prix Nebula de la meilleure nouvelle courte 2016 pour Seasons of Glass and Iron
- Prix Locus de la meilleure nouvelle courte 2017 pour Seasons of Glass and Iron
- Prix Hugo de la meilleure nouvelle courte 2017 pour Seasons of Glass and Iron
- Prix British Science Fiction de la meilleure fiction courte 2019 pour Les Oiseaux du temps
- Prix Nebula du meilleur roman court 2019 pour Les Oiseaux du temps
- Prix Hugo du meilleur roman court 2020 pour Les Oiseaux du temps
- Prix Locus du meilleur roman court 2020 pour Les Oiseaux du temps